# Madelvic Carriage Company
Madelvic Carriage Company Ltd. war ein britischer Hersteller von Automobilen.

## Unternehmensgeschichte
William Peck gründete 1898 das Unternehmen im Edinburgher Stadtteil Granton und begann mit der Produktion von Automobilen. Der Markenname lautete Madelvic. 1900 endete die Produktion. Kingsburgh Motor Construction Company übernahm das Unternehmen.

## Fahrzeuge
Im Angebot standen Elektroautos. Zwei große Vorderräder wurden gelenkt, dahinter befand sich ein kleines angetriebenes Rad. Diese Antriebseinheit konnte an jede motorlose Kutsche montiert werden. Überliefert ist die Karosseriebauform Brougham.